# Калужницы
«Калужницы» — картина английского художника-прерафаэлита Данте Габриэля Россетти, созданная в 1873 году. В настоящее время картина находится в музее Ноттингемского замка.
На картине изображена дочь садовника, работавшего при особняке Уильяма Морриса в Келмскотте, Энни. В то время возможности писать портреты с Джейн Моррис и Алексой Уайлдинг были ограничены, и в лице Энни Россетти нашёл натурщицу, которая могла бы постоянно быть при нём. На картине девушка выглядит значительно старше, чем была Энни; более правдиво её внешность отображена на карандашном эскизе Россетти 1874 года.
В Письме к своему покровителю и частому покупателю картин Фредерику Лейланду Россетти упоминал, что собирается назвать картину «Весенние калужницы» или «Дева из беседки», а также сравнивал работу со своей картиной «Вероника Веронезе», заявляя, что новая работа не уступает ни в исполнении, ни в работе с цветом и изобилует реалистичными деталями. На картине изображена девушка, расставляющая в вазе болотные калужницы, по словам Россетти, самые первые весенние цветы, появляющиеся в Келмскотте. Росетти был в восхищении от этих цветов и в письме к своей матери обещал прислать ей букет.
Фредерик Лейланд отказался от покупки картины (возможно, посчитав цену, запрашиваемую художником, слишком высокой), тогда её за 825 фунтов приобрёл Уильям Грэм.
Искусствовед Уильям Шарп писал, что «картину приписывали к одним из его немногих современных работ, но… она, несомненно, объединяет в себе гораздо больше элементов из более раннего периода в искусстве, чем из девятнадцатого века».